# 송도 한옥마을
송도 한옥마을은 인천광역시 연수구 송도국제도시에 위치한 한옥마을이다. 이 마을은 호텔, 식당, 문화 체험시설 등으로 이루어져 있으며 송도 최대의 한옥마을이다.

## 개요 및 역사
송도 한옥마을은 인천광역시 연수구 송도동에 있는 한옥마을이다. 본래 이곳은 2010년 8월 송도에 한옥마을을 건립할 계획이 있었다. 2012년 12월 28일 기공식을 개최하였다. 2013년 4월 착공하여 2014년 12월 개장한 송도 한옥마을은 한옥 호텔, 한옥 식당, 문화 체험 시설, 컨벤션 및 행사, 기념품 판매 시설 등으로 이뤄지게 되며 약 3년간의 조성 공사를 끝으로 2015년 5월에 본격 개장하였다.

## 주요 전통문화 시설

### 경원재 앰배서더 인천
경원재 앰배서더 인천에서는 가격이 10만원이 넘으며 한옥호텔의 시설이 있다. 쓸쓸하고 찬란하神 - 도깨비의 촬영장소로 사용되었다.

### 대형식당
경복궁, 팔진향, 할리스커피, 한양, 삿뽀로의 총 5개가 있고 음식점과 카페가 있다.

## 같이 보기
- 한옥마을
- 송도 센트럴파크
- 송도국제도시
- 인천광역시
- 연수구